# A.I COMPANY
『A.I COMPANY 〜Tribute to NEW ROTE'KA〜』（エー・アイ・カンパニー・トリビュート・トゥー・ニューロティカ）は、ニューロティカのトリビュート・アルバムである。2004年3月17日リリース。

## 解説
- 結成20周年を記念して作成された。2枚組。

## 収録曲

### DISC1
1. チョイスで会おうぜ / ソウル・フラワー・ユニオン
アルバム『NEW ROTEeKA』収録
2. ラッキーライフ / Oi-SKALL MATES
アルバム『NEW ROTEeKA』収録
3. 青いお空に - Why don't you ?  / ロリータ18号
アルバム『NEW ROTEeKA』収録
4. DRINKIN' BOYS / ジェット機
アルバム『NEW ROTEeKA』収録
5. ア・イ・キ・タ - アンジェリーナ、アイキタ、A・T・K・T、チョイス -  / G.D.FLICKERS
アルバム『NEW ROTEeKA』『がむしゃら』収録
6. ロックンロール風俗 - 番外編 -Part I / 木更津プラスティック少年帯 feat.まちゃまちゃ
アルバム『崖っぷちのDANCE〜前進 前進 また前進〜』収録
「木更津プラスティック少年帯」は氣志團の別名義のユニット。
7. 修豚哀歌 II（I LOVE YOU なんて言えねえ） / 白鳥松竹梅 from 氣志團
アルバム『NEW ROTEeKA』収録
8. ロックンロール風俗 - 番外編 -Part II / 木更津プラスティック少年帯 feat.まちゃまちゃ
アルバム『スイカマン』収録
9. Girl in KAGURAZAKA 神楽坂の女 / 白鳥松竹梅 from 氣志團
アルバム『“泣いて喜べ!ニューロティカCD-BOX”〜俺達いつでもロックバカ!〜』収録
10. 夏・NANCY・16才 / POLYSICS
アルバム『NEW ROTEeKA』「ハーレム野郎」収録
11. …to be HARLEM  / JINDOU
アルバム『NEW ROTEeKA』収録
12. それぞれのクリスマス / IKUZONE with Techno-x (Dragon Ash)
アルバム『FUCKIN'XmAs』収録
13. L・O・E / GOOFY'S HOLIDAY
アルバム『抜群』収録
14. 太陽族 / 太陽族
アルバム『崖っぷちのDANCE〜前進 前進 また前進〜』収録

### DISC2
1. 絶体絶命のピンチに尻尾を高く上げろ! / GELUGUGU
アルバム『絶体絶命のピンチ』収録
メンバーのGENは本作のジャケットイラストを手掛けた
2. 旅に出よう / SHIGERU FOREVER
アルバム『絶体絶命のピンチ』収録
ニューロティカ本人達が演奏参加。名前にある「SHIGERU」はアツシとチバの共通の知人の名前
3. スイカ of DEATH / ANARCHY
4. A・T・K・T / ANARCHY
アルバム『がむしゃら』収録
5. 気持ちいっぱいビンビンビン!! / 蒼井そら&ロティカ・アミーゴス
アルバム『スイカマン』収録
ニューロティカ本人達が演奏参加。
6. 風の中のロックンロール / 大槻ケンヂ
アルバム『スイカマン』収録
7. 嘘になっちまうぜ / 175R
アルバム『穴をふさげ!』収録
コーラスにUKI（SHAKALABBITS）が参加している
8. 東京花火 / PUFFY
アルバム『穴をふさげ!』収録
ギターでAKIO（KOOLOGI）、エナポゥが参加している
9. 青春 III  / POTSHOT featuring YOKO UTSUMI
アルバム『穴をふさげ!』収録